# IXI

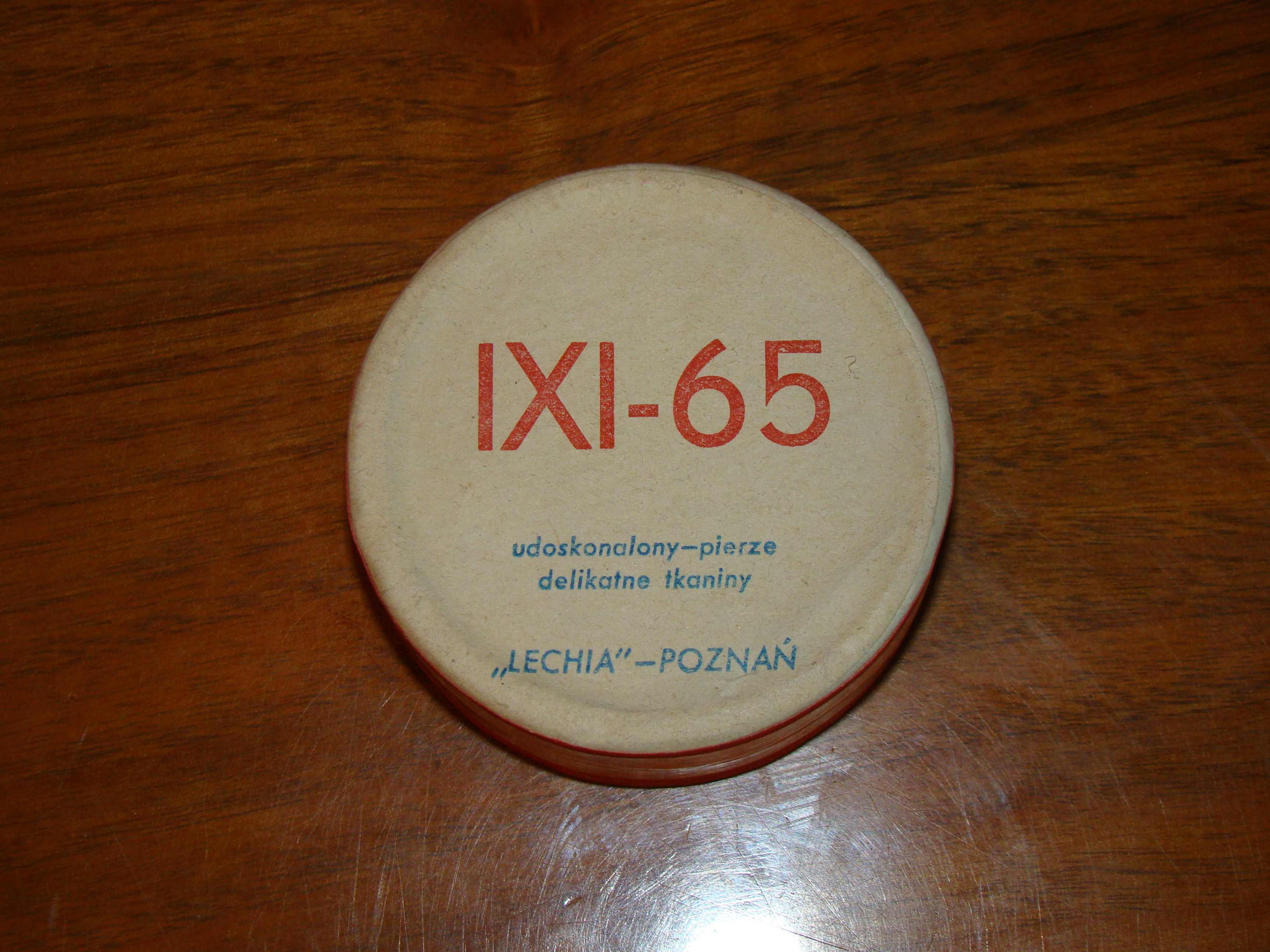
Proszek IXI 65, opakowanie turystyczne

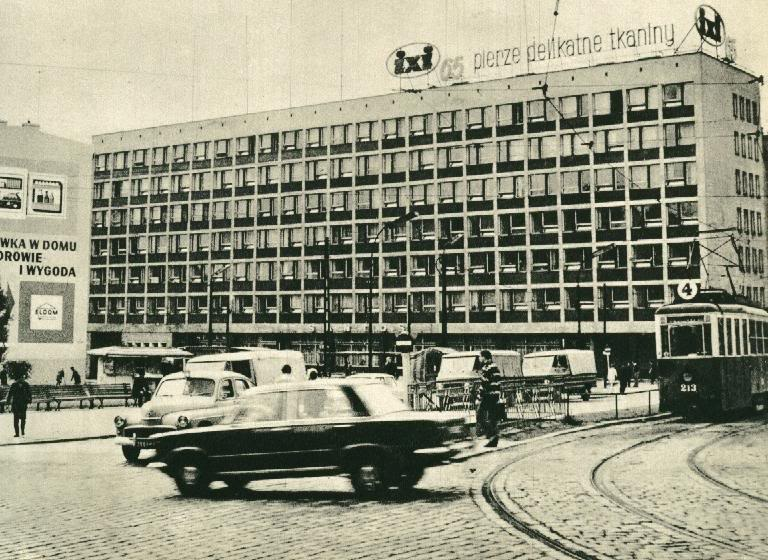
Reklama proszku na jednym z budynków w Poznaniu (1970)

IXI (znany również pod nazwą ixi 65) – polski detergentowy proszek do prania produkcji poznańskich zakładów Pollena Lechia, wprowadzony do produkcji w roku 1965. Odznaczał się przyjemnym zapachem i niebieskim kolorem.

## Historia
Osobą, która wprowadziła proszek IXI do produkcji, był Mieczysław Wilczek, chemik i prawnik. W jednym z wywiadów przyznał, że proszek został wynaleziony z braku środków piorących, które poradziłyby sobie z coraz modniejszymi tkaninami z tworzyw sztucznych, zwłaszcza typu non iron. Oficjalnie był produktem polskiej myśli naukowo-technicznej i w całości opracowany przez polskich chemików. Pod koniec lat 90. XX wieku generał Sławomir Petelicki ujawnił w wywiadzie dla Gazety Wyborczej, że technologia produkcji proszku została wykradziona Stanom Zjednoczonym przez polskich agentów wywiadu, a konkretnie przez Henryka Jasika i Gromosława Czempińskiego. Wersji tej zaprzeczył sam Mieczysław Wilczek, twierdząc, że technologię opracowano dzięki jego kontaktom, a za patent otrzymał milion złotych. Wersji Petelickiego zaprzecza również to, że obaj wymienieni przez niego oficerowie rozpoczęli pracę w polskim wywiadzie po 1971 r.
W 1993 roku proszek IXI, wraz z kilkoma innymi produktami polskiej chemii gospodarczej (proszek E i płyn do prania Kokosal) zostały zakupione przez brytyjski koncern Cussons Group. W roku 2013 markę IXI wraz z innymi przejęło za 225 milionów złotych niemieckie przedsiębiorstwo Henkel.

## Właściwości proszku
Slogan wydrukowany na opakowaniu zapewniał, że „pierze delikatne tkaniny”. Proszek był niebieski, odznaczał się przyjemnym zapachem i pienił się silnie. Odznaczał się silnym działaniem i wywabiał również uciążliwe plamy. Te właściwości sprawiły, że w Polsce w latach 70. XX wieku i później był popularnym proszkiem do prania. Krytycy zarzucali, że pakowany był w rozpadające się, nietrwałe opakowania i niszczył skórę rąk.
Proszek IXI używany był przez młodzież w celach odurzających w środkowym okresie rozwoju zjawiska narkomanii w Polsce Ludowej (na przełomie lat 60. i 70.). Stał się zamiennikiem używanego w tym samym celu rozpuszczalnika TRI, który wycofano ze sklepów. Narkotyzowanie się polegało na wdychaniu oparów pochodzących z podgrzewania IXI (niekiedy na patelni, w zamkniętych pomieszczeniach).